# Техасско-индейские войны
Техасско-индейские войны (англ. Texas–Indian wars) — серия вооружённых конфликтов между белыми поселенцами Техаса и индейцами Великих равнин. Эти конфликты начались, когда первые европейские, в первую очередь — испанские, переселенцы появились на территории испанской колонии Техас, продолжались в то время, когда Техас был частью независимой Мексики, когда в него прибывало всё больше европейцев, а также американцев, впоследствии провозгласивших независимость Техаса, и не закончились даже через 30 лет после присоединения Техаса к США. Хотя сопротивление европейцам, мексиканцам и американцам оказывали различные индейские народы, проживающие в данной области, наиболее сильным оно было со стороны народа команчей. Их исконная территория — так называемая Команчерия — была наиболее мощным и стойким оплотом борьбы с европейцами, мексиканцами и впоследствии техасцами. «Классические» рамки Техасско-индейских войн — период с 1820 года, перед получением Мексикой независимости от Испании, до 1875 года, когда последняя независимая группа равнинных индейцев, команчское племя квахади во главе со своим вождём Куаной Паркером сдалось и переехало в резервацию Форт-Силл в Оклахоме.
Более чем полувековая борьба техасцев и равнинных индейцев стала особенно интенсивна с момента потери испанцами, а затем и мексиканцами, власти в Техасе и создания сначала Республики Техас, а затем присоединения Техаса к США.